# Le Grand-Pressigny
Le Grand-Pressigny és un municipi francès, situat al departament de l'Indre i Loira i a la regió de Centre – Vall del Loira. L'any 2007 tenia 1.046 habitants.

## Demografia

### Població
El 2007 la població de fet de Le Grand-Pressigny era de 1.046 persones. Hi havia 485 famílies, de les quals 174 eren unipersonals (54 homes vivint sols i 120 dones vivint soles), 178 parelles sense fills, 108 parelles amb fills i 25 famílies monoparentals amb fills.
La població ha evolucionat segons el següent gràfic:
Habitants censats

### Habitatges
El 2007 hi havia 661 habitatges, 498 eren l'habitatge principal de la família, 74 eren segones residències i 88 estaven desocupats. 619 eren cases i 40 eren apartaments. Dels 498 habitatges principals, 358 estaven ocupats pels seus propietaris, 126 estaven llogats i ocupats pels llogaters i 14 estaven cedits a títol gratuït; 4 tenien una cambra, 41 en tenien dues, 121 en tenien tres, 138 en tenien quatre i 194 en tenien cinc o més. 398 habitatges disposaven pel capbaix d'una plaça de pàrquing. A 250 habitatges hi havia un automòbil i a 159 n'hi havia dos o més.

### Piràmide de població
La piràmide de població per edats i sexe el 2009 era:
| Homes | Edats   | Dones |
| ----- | ------- | ----- |
| 0     | 95 o +  | 4     |
| 12    | 90 a 94 | 8     |
| 20    | 85 a 89 | 36    |
| 4     | 80 a 84 | 4     |
| 32    | 75 a 79 | 36    |
| 44    | 70 a 74 | 32    |
| 16    | 65 a 69 | 44    |
| 28    | 60 a 64 | 36    |
| 24    | 55 a 59 | 16    |
| 48    | 50 a 54 | 52    |
| 40    | 45 a 49 | 48    |
| 32    | 40 a 44 | 32    |
| 16    | 35 a 39 | 32    |
| 36    | 30 a 34 | 20    |
| 40    | 25 a 29 | 48    |
| 36    | 20 a 24 | 0     |
| 40    | 15 a 19 | 40    |
| 36    | 10 a 14 | 28    |
| 20    | 5 a 9   | 16    |
| 20    | 0 a 4   | 36    |

## Economia
El 2007 la població en edat de treballar era de 621 persones, 429 eren actives i 192 eren inactives. De les 429 persones actives 387 estaven ocupades (208 homes i 179 dones) i 43 estaven aturades (23 homes i 20 dones). De les 192 persones inactives 93 estaven jubilades, 31 estaven estudiant i 68 estaven classificades com a «altres inactius».

### Ingressos
El 2009 a Le Grand-Pressigny hi havia 455 unitats fiscals que integraven 956,5 persones, la mediana anual d'ingressos fiscals per persona era de 15.829 €.

### Activitats econòmiques
Dels 65 establiments que hi havia el 2007, 1 era d'una empresa extractiva, 3 d'empreses alimentàries, 1 d'una empresa de fabricació de material elèctric, 3 d'empreses de fabricació d'altres productes industrials, 11 d'empreses de construcció, 13 d'empreses de comerç i reparació d'automòbils, 6 d'empreses de transport, 5 d'empreses d'hostatgeria i restauració, 1 d'una empresa d'informació i comunicació, 3 d'empreses financeres, 4 d'empreses immobiliàries, 5 d'empreses de serveis, 6 d'entitats de l'administració pública i 3 d'empreses classificades com a «altres activitats de serveis».
Dels 18 establiments de servei als particulars que hi havia el 2009, 1 era una gendarmeria, 1 oficina de correu, 1 una oficina bancària, 2 tallers de reparació d'automòbils i de material agrícola, 2 paletes, 1 guixaire pintor, 3 fusteries, 3 lampisteries, 1 electricista, 2 restaurants i 1 agència immobiliària.
Dels 6 establiments comercials que hi havia el 2009, 1 era una botiga de més de 120 m², 1 una botiga de menys de 120 m², 2 carnisseries, 1 una peixateria i 1 una joieria.
L'any 2000 a Le Grand-Pressigny hi havia 34 explotacions agrícoles que ocupaven un total de 2.139 hectàrees.

## Equipaments sanitaris i escolars
El 2009 hi havia 2 farmàcies i 1 ambulància.
El 2009 hi havia una escola elemental. Le Grand-Pressigny disposava d'un col·legi d'educació secundària amb 98 alumnes.

## Poblacions més properes
El següent diagrama mostra les poblacions més properes.